# Carmen Laforet
Carmen Laforet (? –) spanyol írónő volt, aki a spanyol polgárháború utáni időszakban alkotott. Fontos európai írónőként művei hozzájárultak az egzisztencialista irodalom iskolájához, első regénye, a Nada pedig a Camilo José Cela által a La familia de Pascual Duarte ("Pascual Duarte családja") című regényével megkezdett spanyol tremendismo irodalmi stílust folytatta. 1944-ben Nadal-díjat kapott.

## Élete
Laforet a spanyolországi Barcelonában született, de kétéves korában családjával a Kanári-szigetekre költözött, ahol gyermekkorát töltötte. 12 éves korában elvesztette édesanyját, apja pedig később egy olyan nőt vett feleségül, akit Laforet és testvérei nem kedveltek (ezeket a kellemetlen élményeket Laforet irodalmi műveinek nagy része is ábrázolja). 1939-ben, 18 éves korában Laforet Barcelonába költözött, ahol rokonoknál élve filozófiát tanult a Barcelonai Egyetemen. 1942-ben Madridba költözött, ahol jogot tanult a Complutense Egyetemen. Második évében visszavonult az órákról, hogy teljesen az írásnak szentelje magát, és 1944 januárja és szeptembere között megírta első regényét, a Nada-t, amely már a megjelenés első évében (1945) elnyerte az Editorial Destino Nadal-díját. A Nada, a női serdülőkori fejlődést bemutató regény, a 20. századi spanyol irodalom klasszikusának számít, és olyan témákat dolgoz fel, mint az egzisztencializmus és a serdülőkori identitáskeresés.
Laforet nagyon bizalmatlan viszonyt ápolt kritikusaival, különösen azután, hogy küzdött első regényének kiemelkedő kritikai elismerésével. Összesen öt regényt adott ki: az 1952-ben megjelent La Isla y los demonios címűt, amely lényegében a Nada előzménye; az 1955-ös La mujer nueva címűt, amelyet katolikus hitének újrafelfedezése és a Premio Menorca díj elnyerése motivált; az 1963-as La insolación címűt, a Tres pasos fuera del tiempo című trilógia első részét; és végül a posztumusz pszichológiai regényt, az Al volver la esquina-t, amely 2004 májusában jelent meg.
Miután 1965-ben a Külügyminisztérium vendégeként az Egyesült Államokban járt, Laforet 1967-ben jelentette meg útijegyzeteit Parelelo 35 címmel. Barátságát spanyol írótársával, Ramón J. Senderrel a 2003-ban megjelent Puedo contar contigo című levélsorozatban fedte fel. Novellákat is írt, amelyek többsége az 1952-es La muerta című gyűjteményben jelent meg, valamint kisregényeket, amelyek az 1954-es La llamada című gyűjteményben jelentek meg. Négy további novella – El infierno, Recién casados, El alivio és El secreto de la gata – jelent meg az Ínsula (1944 és 1952), a Destino (1953. június) és a Bazar (1952. március) folyóiratokban. 1987-ben posztgraduális tanulmányokat kezdett irodalomból a Georgetowni Egyetemen.
Élete utolsó éveiben Laforet Alzheimer-kórban szenvedett, végül elvesztette a beszédképességét. 2004. február 28-án hunyt el Madridban.
Legsikeresebb regénye, a Nada, folyamatosan nyomtatásban maradt. A 2003-ban megjelent Puedo contar contigo, Ramón J. Senderrel folytatott levelezésének válogatása Israel Rolón Barada szerkesztésében, valamint az 1955-ös regényének, a La mujer nueva-nak az ugyanazon szerkesztő által írt prológussal történő újrakiadása azonban megújult érdeklődést váltott ki munkássága iránt, amit Edith Grossman 2007-ben megjelent új angol fordítása is megerősített. 2007 februárjában, halálának harmadik évfordulója alkalmából az Editorial Menoscuarto első alkalommal jelentette meg összes novellájának gyűjteményes kötetét, köztük öt korábban kiadatlan történetet. 2009-ben Cristina Cerezales kiadott egy második könyvet édesanyjáról, a Música Blanca-t.

## Tisztelgések
2010-ben egy róla elnevezett iskolát építettek a madridi Vicálvaro kerületben, Valderribas negyedében.
2011-ben posztumusz elnyerte a Cabildo Insular de Gran Canaria Can de Plata díjat művészeti kategóriában.
Néhány utca viseli a nevét Esteponában (Málaga), Aguas Vivas negyedében (Guadalajara), Majadahondában, Torrejón de Ardozban és Soto del Henares negyedében (Madrid). Gran Canaria szigetén, Las Palmas és San Bartolomé de Tirajana városaiban is Carmen Laforetnek neveztek el utcákat.
2004-ben Nuria Amat írónő rendezésében Carmen Laforetnek szentelt életrajzi sorozat jelent meg.
2014-ben a New York-i (Egyesült Államok) Cervantes Intézet kulturális rendezvényei keretében tisztelgett a szerző előtt, Nada című könyve megjelenésének hetvenedik évfordulója alkalmából.
Barcelonában egy teret neveztek el róla: Plaça de Carmen Laforet. A téren van egy emléktábla, amelyen katalánul ez olvasható: "Carmen Laforet (Barcelona 1921-Madrid 2004)... Escriptora ... Va néixer en aquesta casa, font d'inspiració de la seva primera novel·la Nada", ami azt jelenti: "Carmen Laforet (Barcelona 1921-Madrid 2004).. Írónő ... Ebben a házban született, amely ihlette első regényét, a Nadát."

## Filmek
1947-ben a Nada című regény egy változatát vitték mozivásznra. Az egész estés filmet Edgar Nevile rendezte. Olyan színészek szerepeltek benne, mint Conchita Montes, Rafael Bardem, María Denis és Fosco Giachetti. Az akkori cenzúra miatt a filmből harminc percet kivágtak, és a Barcelonában forgatott jelenetek közül sokat kitöröltek.
Később, 1956-ban Argentína filmvászonra vitte a Nada című regény adaptációját, egy Leopoldo Torre Nilsson rendezésében készült fekete-fehér drámát.

## Munkái
Az írónő irodalmi életműve széleskörű. Anyja halála után apja egy olyan nőt vett feleségül, akivel Carmennek nem volt jó kapcsolata. Ez a helyzet Carmen három művében is tükröződik. Ezek a művek, amelyekben árvák a főszereplők, a Nada (1945), a La isla y sus demonios (1952) és a La insolación (1963).
A spanyol írónő minden művében igyekezett érzéseit ötvözni. Számos szerző ragaszkodik feminista látásmódjához, bár ki kell emelni misztikus világképét, különösen a La mujer nueva című művében, amelynek középpontjában a főszereplő hite áll. E mű főszereplője Paulina, egy nő, aki az egyház kritizálásától a katolikus vallás gyakorlásáig jut el, ezt a változást saját maga választja. Paulina felhagyott a bűnös élettel, mivel házasságon kívül született fia, és kapcsolata is volt egy másik férfival. Így ebben a műben a nők szabadsága, hogy más életmódot válasszanak, miszticizmussal párosul. Ez a szerző vallásos meggyőződésének tudható be, mivel a Ramón J. Sender íróval hosszú ideig fennmaradt levelezésében azt állítja, hogy hisz Istenben.
Számos művében jelen van az intrika és a misztikum. Ez a szerző tekinthető a detektívregény előfutárának Spanyolországban, mivel bár jelenleg ez egy felemelkedőben lévő műfaj, és már egy ideje indult, harminc évvel korábban alkotta meg, mint más szerzők.
Laforet művei sötét képet festenek a Francisco Franco diktatúrája alatti spanyol társadalomról, egyes esetekben Spanyolországba látogató külföldi szereplőket használva fel a kívülálló nézőpont bemutatására, például Martint, az Al volver de la esquina című művének egyik szereplőjét, amelyet a Destino kiadó posztumusz adott ki 2004-ben, halálának évében. Figyelemre méltó a narratív struktúra összetettsége, amely a szerző narratívájának fejlődéséről tanúskodik. Az Al volver de la esquina a Tres pasos fuera del tiempo című trilógia része, a La insolación és a Jaque mate címűekkel együtt. Ez egy befejezetlen trilógia, mivel – bár Ramón J. Senderrel folytatott levelezésében beszélt róla – a befejező kötet megjelenése előtt meghalt (sőt, senki sem tudja, hogy egyáltalán megírták-e).
A szerző további művei a következők:
- Nada[4] (1944), regény
- La isla y los demonios (1952), regény
- El piano (1952), regény
- La muerta (1952), novellák
- Un noviazgo (1953), kisregény
- El viaje divertido (1954), kisregény
- La niña (1954), kisregény
- Los emplazados (1954), kisregény
- La llamada (1954), novella
- La mujer nueva (1955), regény
- Un matrimonio (1956), regény
- Gran Canaria (1961), esszé
- La insolación (1963), regény
- Paralelo 35 (1967), útikönyv
- La niña y otros relatos (1970), történetek
- Artículos literarios (1977), cikkgyűjtemény
- Mi primer viaje a USA (1981) esszé
- Rosamunda, történet a Cuentos de este siglo-ban, Encinar, Ángeles (szerk.), Barcelona, 1995.
- Al colegio, történet a Madres e hijas-ban, Freixas, Laura (szerk.), Barcelona, 1996.
- Al volver la esquina (2004), posztumusz regény. A La insolación folytatása.
- Carta a Don Juan (2007), az összes novellája összeállítása
- Romeo y Julieta II (2008), szerelmi történeteiből készült gyűjtemény.

### Magyarul
- A semmi (Nada) · Patak Könyvek, 2006 · ISBN 9632197372 · Fordította: Pávai Patak Márta

## Öröksége
Laforet 2004. február 28-án bekövetkezett halála óta a kritikai figyelem megújult, kevésbé ismert műveire irányul (lényegében mindenre, ami a Nada után jelent meg), mégis kétségtelen, hogy a közönség mindig Nadára fog gondolni, amikor Laforet nevét említik, amint azt a spanyol Después de Nada, nada, vagyis Nada után semmi kifejezés is bizonyítja. Századik születésnapján Laforet-t egy Google Doodle-lal tüntették ki.

## Fordítás
- Ez a szócikk részben vagy egészben  a   Carmen Laforet című angol Wikipédia-szócikk ezen változatának fordításán alapul.  Az eredeti cikk szerkesztőit annak laptörténete sorolja fel. Ez a jelzés csupán a megfogalmazás eredetét és a szerzői jogokat jelzi, nem szolgál a cikkben szereplő információk forrásmegjelöléseként.